# IC 3881
IC 3881 ist eine kompakte Galaxie vom Hubble-Typ C im Sternbild Coma Berenices am Nordsternhimmel. Sie ist schätzungsweise 857 Millionen Lichtjahre von der Milchstraße entfernt und hat einen Durchmesser von etwa 75.000 Lichtjahren. Vom Sonnensystem aus entfernt sich die Galaxie mit einer errechneten Radialgeschwindigkeit von näherungsweise 19.200 Kilometern pro Sekunde. Sie bildet gemeinsam mit 2MASX J12545151+1906420 und 2MASS J12545010+1906015 die kleine Galaxiengruppe 	V1CG 285.
Im selben Himmelsareal befinden sich unter anderem die Galaxien IC 3867, IC 3873, IC 3884, PGC 1593985.
Das Objekt wurde am 27. Januar 1904 von Max Wolf entdeckt.